# 山西面食
山西面食指的是一系列流传于山西省一带的家庭的民间日常面食制作方法，一般意义上而言是指家庭日常主食，基本上属于煮制面食的面条类，多数是水煮后食用，强调的是面的加工方法而不是烹调方法，因而一般来说并不包括面皮、碗脱、馒头、烧饼、包子、饺子，及糕点类等用面制成的食品，也不包括烩面、疙瘩汤等因烹调方法而起名的食品。
实际上山西面食的流传范围与行政区划上的山西省并无直接关联，而是与晋语方言的分布地区有很大关系，基本上在晋语的分布地域内（如陕北、内蒙古中西部等地），虽然这些地区面食的制作及食用习惯是大致相同的，而由于行政区划上不属于山西省，通常不被称作山西面食。

## 区域
传统山西面食流传于山西省及内蒙古中部、西部，陕西省北部等地区。
山西南部的饮食习惯与陕西关中接近，该地区民间以馍为主食，与晋语地区以面条为主食有较大不同，虽然在山西省外常有晋南人经营山西刀削面的饭馆，而实际上他们经营的面食基本上与关中风味并无二样，与山西其他地区的风味差距较大。

## 特点
这些地区家庭多以各种面条为主食，“像南方人吃米饭一样吃面”（一般不为吃面而特意制作卤或浇头，而通常是仅仅作为主食，伴随各种荤素熟菜食用）。而作为早餐或晚餐等的时候，这些地区的人们会做成带汤的烩面、拌汤（相当于粥）等，同时辅以干粮来食用。
山西面食以花样丰富为显著特点，在其他地区，面条往往只有几种（手擀面、机器面、刀削面、拉面等），而山西面食仅面条就有数十种，除了常见的刀削面等，还有剔羹、擦羹、撅片、抿羹、溜羹、刀拨面、河漏、搓鱼鱼、圪坨儿（猫耳朵）等。

## 分类
山西面食历史悠久，源远流长，从可考算起，已有两千年的历史了。以面条为例，东汉称之为“煮饼”；魏晋则名为“汤饼”；南北朝谓“水引”；而唐朝叫“冷淘”……。面食名称推陈出新，因时因地而异，俗话说娇儿宠称多，面食众多的称谓与名堂，正说明山西人对它的重视和喜爱。 
山西面食种类繁多，一般家庭主妇能用小麦粉、高粱面、豆面、荞面、莜面做几十种，如刀削面、拉面、圪培面、推窝窝、灌肠等。到了厨师手里，更被做的花样翻新，目不暇接，达到了一面百样，一面百味的境界。据查，面食在山西按照制作工艺来讲，可分为蒸制面食、煮制面食、烹制面食三大类，有280种之多，其中尤以刀削面名扬海内外，被誉为中国著名的五大面食之一。其他如大拉面、刀拨面、拨鱼、剔尖、河捞、猫耳朵、蒸、煎、烤、炒、烩、煨、炸、烂、贴、摊、拌、蘸、烧等多种，名目繁多，让人目不暇接。

### 煮制面食
指用水煮后食用的面食，一般所说的山西面食都指这一类。如剔羹、擦羹、撅片、抿羹、溜羹、刀拨面、河捞、搓鱼鱼、圪坨儿（猫耳朵）等都属于这一类，属于主食。

### 蒸制面食
指用笼屉蒸制后食用的面食，一般莜面所制的食物，如莜面饸饹(莜面条)，莜面栲栳栳等是蒸制后食用，也是主食。蒸制的面食还有不烂子、抿八股。

### 其他
如焖面等。